# Haus Saint-Lary
Das Haus Saint-Lary war eine Familie des südfranzösischen Adels, die erstmals Ende des 15. Jahrhunderts bezeugt ist und Anfang des 18. Jahrhunderts ausstarb. Im 16. Jahrhundert machte sie vor allem mit Roger I. de Saint-Lary, Marschall von Frankreich und Roger II. de Saint-Lary, Herzog von Bellegarde Karriere am französischen Hof als Favoriten der Könige Heinrich III. und Heinrich IV.
Die alten Lehen der Familie befanden sich in der Grafschaft Comminges und waren ursprünglich:
- Gensac, heute Teil von Montpézat (Gers)
- Montgras (Haute-Garonne)
- Monblanc (Gers)
- Saint-Lary, heute Saint-Lary-Boujean (Haute-Garonne)
- Montastruc, heute Montastruc-Savès (Haute-Garonne)
- Frontignan, heute Frontignan-Savès (Haute-Garonne)

Spätere Lehen:
- Bellegarde (Gers) aus dem Erbe der Familie Lagorsan
- Termes (Gers) aus dem Erbe des Familie La Barthe
- Xaintrailles (Lot-et-Garonne) aus dem Erbe der Familie Marrast

Das Herzogtum Bellegarde hatte mit den südfranzösischen Lehen nichts zu tun. Es wurde aus dem Marquisat Seurre (Côte-d’Or) und den zugehörigen und abhängigen Gebieten geschaffen. Erben der Lehen, die das Herzogtum Bellegarde bildeten, wurde die Familie Pardaillan, der Titel ging an die Bourbon-Condé.

## Stammliste

### 16. Jahrhundert
1. Jean de Saint-Lary, Seigneur de Gensac, de Montgras, de Montblanc, de Saint-Lary, de Montastruc et de Frontignan (en partie), testiert 1. April 1485
  1. Jean II. de Saint-Lary, † vor 1498, Seigneur de Gensac, de Montgras, de Monblanc etc., ⚭ (1) Jeanne de Benque; ⚭ (2) Jeanne de Béon
    1. (1) Jean III. de Saint-Lary, † nach 1516, Seigneur de Saint-Lary, de Monblanc, et du Moulin de la Mothe (Samatan); ⚭ Sibylle d’Ornesan, testiert 27. März 1541
      1. François de Saint-Lary, † vor 1574, Seigneur de Saint-Lary et de Monblanc; ⚭ (Ehevertrag September 1524) Françoise de Comminges, † nach 1574, Tochter von Raimond, Baron de Roquefort, und Marguerite de Foix-Rabat
        1. Anne de Saint-Lary, Dame de Monblanc, testiert 19. April 1590; ⚭ (Ehevertrag 22. Januar 1550 neuer Stil) Pierre de Montclar, Vicomte de Montclar, † vor 1590

      2. Catherine de Saint-Lary, 1516 bezeugt; ⚭ Jean de Saint-Pastour, Seigneur de Bonrepos
      3. Jeanne de Saint-Lary; ⚭ (Ehevertrag 2. Juni 1509) Jean de Vizé, Seigneur de Sajas
      4. Jamette de Saint-Lary, 1541 bezeugt
      5. Rose de Saint-Lary, Nonne
      6. Jeanne de Sainte-Lary, 1541 bezeugt

    2. (1) Gaillardine de Saint-Lary; ⚭ Carbon, Seigneur de Mont, 1502 bezeugt
    3. (2) Raymond de Saint-Lary; ⚭ (Ehevertrag 4. September 1498) Miramonde de Lagorsan, Erbtochter von Roger de Lagorsan, Seigneur de Bellegarde
      1. Pierre ou Perroton de Saint-Lary, † 1570, Baron de Bellegarde; ⚭ (Ehevertrag 11. März 1522) Marguerite d’Orbessan, Tochter von Pierre d’Orbessan und Jeanne de Termes, der Schwester von Paul de la Barthe, seigneur de Thermes, Marschall von Frankreich – Nachkommen : siehe unten
      2. Jean de Saint-Lary, Seigneur de Montastruc; ⚭ 17. Februar 1555 Gabrielle de Marrast, Dame de Xaintrailles – Nachkommen: die Herren von Xaintrailles
      3. Isabeau de Saint-Lary; ⚭ Pierre de La Penne

### Die Linie Bellegarde
1. Pierre ou Perroton de Saint-Lary, † 1570, Baron de Bellegarde; ⚭ (Ehevertrag 11. März 1522) Marguerite d’Orbessan, Tochter von Pierre d’Orbessan und Jeanne de Termes, der Schwester von Paul de la Barthe, seigneur de Thermes, Marschall von Frankreich – Vorfahren : siehe oben
  1. Catherine de Saint-Lary; ⚭ 1556 Gabriel de Béon, Baron de La Palu, † vor 1575
  2. Roger I. de Saint-Lary, † 20. Dezember 1579, Seigneur de Bellegarde, 6. September 1574 Marschall von Frankreich; ⚭ 20. August 1565 Margherita di Saluzzo, Witwe von Paul de la Barthe, Seigneur de Thermes, Marschall von Frankreich (siehe oben)
    1. César de Saint-Lary, † 27. Oktober 1587, Seigneur de Bellegarde et de Termes, Gouverneur der Markgrafschaft Saluzzo etc.; ⚭ Jeanne de Lion, Tochter von Antoine de Lion, Seigneur de Preuilly et de Gentilly, Conseiller au Parlement, und Jeanne de Châteauneuf de Pierre-Buffiére
      1. Octave de Saint-Lary de Bellegarde, * posthum, † 26. Juli 1646, 1614 Bischof von Couserans, 1623 Erzbischof von Sens

    2. Marguerite de Saint-Lary, ⚭ Joseph de Las, Seigneur de Tulle

  3. Jean de Saint-Lary, † um 27. November 1586, Abt von Nisors, resigniert, Seigneur de Termes et de Montastruc, Gouverneur von Metz; ⚭ Anne/Jeanne de Villemur, † Oktober 1586, Tochter von François de Villemur, Baron de Saint-Paul, und Anne de Carmain
    1. Roger II. de Saint-Lary, * 10. Dezember 1562, † 13. Juli 1646, Herzog von Bellegarde, Marquis de Versoy, Seigneur et Baron de Termes, Pair de France, Großstallmeister von Frankreich; ⚭ 1596 Anne de Bueil, Dame des Fontaine(s)-Guérin, Tochter von Honoré de Bueil, Seigneur de Fontaines, und Anne de Bueil
      1. (unehelich, Mutter unbekannt) Pierre de Bellegarde, dit le Chevalier de Montbrun, † 13. Juli 1646, Seigneur de Souscarrière bei Grosbois en Brie, legitimiert im April 1628

    2. César-Auguste de Saint-Lary, † 22. Juli 1621, Baron de Termes et de Montbar, Großstallmeister von Frankreich; ⚭ 25. Juli 1615 Catherine Chabot, † 7. März 1662, Tochter von Jacques Chabot, Marquis de Mirebeau, und Anne de Coligny
      1. Jean de Saint-Lary, † jung
      2. Anne-Marie de Saint-Lary, † 4. Mai 1715; ⚭ Jean Antoine Arnaud de Pardaillan, Marquis de Montespan, † 21. März 1687 (Haus Pardaillan)

    3. Jean de Saint-Lary, † 14 Jahre alt an der Pest
    4. Paule de Saint-Lary, † nach 1621, ⚭ Antoine-Arnaud de Pardaillan, Seigneur de Montespan (Haus Pardaillan)

  4. Jeanne de Saint-Lary, † 9. April 1611; ⚭ 17. September 1551 Jean de Nogaret, Seigneur de La Valette, de Casaux et de Caumont, † 18. Dezember 1575
  5. Marguerite de Saint-Lary; ⚭ (Ehevertrag 5. Juni 1563) Antoine de Saint-Géry, Seigneur et Baron de Magnas

### Weblink
- Étienne Pattou, Saint-Lary, seigneurs de Bellegarde (online; französisch; PDF; 239 kB)